# Barátka
Barátka (románul: Bratca, németül: Kreuz) falu az Erdélyi-szigethegységben, Bihar megyében, a Partiumban, Romániában, Barátka község központja.

## Fekvése
A Király-erdő és a Réz-hegység között, a Sebes-Körös jobb partján, Nagyváradtól keletre, Csucsától nyugatra, Remetelórév és Körösbánlaka közt fekvő település.

## Történelem
Barátka nevét 1435-ben említette először oklevél Brata néven.
1470-ben Wybrathka, 1552-ben Barathka, 1808-ban Brátka, 1913-ban Barátka néven írták. 
Brátka.
A falu a Bánffyak sólyomkői uradalmának tartozéka volt; jobbágyai erdőirtás során települtek ide, alapítója román kenéz lehetett. Később a Drágfiaké lett, s része volt a báródsági nemesi kerületnek.
A török hódoltság idején elnéptelenedett, 1715 után települt újra.
A 19. század elején gróf Batthyány Antónia és a nemes Czepele család volt a földesura, a 20. század elején pedig gróf Bethlen Aladár és a Czepele család volt a nagyobb birtokosa.
1910-ben 1536 lakosából 183 magyar, 1348 román volt. Ebből 65 református, 1316 görögkeleti ortodox és 85 izraelita volt.
A trianoni békeszerződés előtt Bihar vármegye Élesdi járásához tartozott.

## Népesség
A lakosság etnikai összetétele a 2002-es népszámlálási adatok alapján:
- Románok:  5359 (96,26%)
- Romák:  167 (2,99%)
- Magyarok:  33 (0,59%)
- Szlovákok:  8 (0,14%)

A lakosság 77,85%-a ortodox (4334 lakos), 15,64%-a pünkösdista (871 lakos), 3,89%-a baptista (217 lakos), 2,1% görögkatolikus (117 lakos), 0,79%-a pedig református (24 lakos) vallású, 0,19%-a római katolikus (11 lakos).

## Látnivalók
- Sf. Ioan Iacob kolostor
- Királyhágói nemzeti park (0,4 hektár)
- A Barátka-patak völgye
- Görögkeleti temploma - 1898-ban épült
- Határában több érdekes barlang, és egy nagyobb kőbánya is van